# Томсен, Мартинус
Мартинус Томсен (дат. Martinus Thomsen, чаще всего просто Мартинус, 1890—1981) — датский мыслитель, который в возрасте 31 года испытал сильное ментальное переживание в форме откровения, во время которого — по его собственным словам — он сохранял контроль над своим сознанием. Это переживание повлекло перманентное изменение сознания Мартинуса, усилив его эмоциональные, интеллектуальные и интуитивные способности.
Мартинус объявил, что получил доступ к знанию, космическому по своей природе в смысле его неограниченности. Поэтому его последователи назвали его учения космологией. В течение всей последующей жизни Мартинус активно работал в качестве писателя, иллюстратора и оратора. Когда он умер в возрасте 90 лет, он оставил после себя работу, известную как Третий Завет. Она состоит из порядка 40 книг, включая главную — семитомную (общий объём примерно 3000 страниц) Livets Bog («Книга жизни») — частично переведённую на полтора десятка языков. Как подсказывает название — Третий Завет — Мартинус полагал, что его книги являются продолжением Библии, предназначенным для людей с научным и гуманистическим мировоззрением, которые симпатизировали христианским идеям о любви и прощении, но не были вдохновлены существующими религиями и их догмами.